# Medal Puszkina
Medal Puszkina (ros. Mедаль Пушкина) – odznaczenie państwowe Federacji Rosyjskiej przyznawane osobom mającym znaczne osiągnięcia w sztuce, kulturze, edukacji i literaturze. Medal jest nazwany na cześć rosyjskiego poety Aleksandra Puszkina. Odznaczanie zostało ustanowione 9 maja 1999 roku. Medal jest wykonany ze srebra. Na jego awersie znajduje się portret, a na rewersie – podpis Aleksandra Puszkina. 

## Odznaczeni
Medalem zostali odznaczeni obywatele ponad 70 państw. Jednym z Polaków odznaczonych tym medalem jest Daniel Olbrychski.